# Supernatural/Episodenliste

Logo zur Serie

Diese Episodenliste enthält alle Episoden der US-amerikanischen Fernsehserie Supernatural, sortiert nach der US-amerikanischen Erstausstrahlung. Die Erstausstrahlung der Serie war in den Vereinigten Staaten zwischen 2005 und 2006 auf dem Sender The WB zu sehen. Seit 2007, also seit der zweiten Staffel, erfolgt die US-amerikanische Erstausstrahlung auf dessen Nachfolgesender The CW. Supernatural umfasst 15 Staffeln mit 327 Episoden.

## Übersicht
| Staffel | Episodenanzahl | Erstausstrahlung USA | Erstausstrahlung USA | Deutschsprachige Erstausstrahlung | Deutschsprachige Erstausstrahlung |
| Staffel | Episodenanzahl | Staffelpremiere      | Staffelfinale        | Staffelpremiere                   | Staffelfinale                     |
| ------- | -------------- | -------------------- | -------------------- | --------------------------------- | --------------------------------- |
| 1       | 22             | 13. September 2005   | 4. Mai 2006          | 23. Oktober 2006                  | 23. März 2007                     |
| 2       | 22             | 28. September 2006   | 17. Mai 2007         | 10. Dezember 2007                 | 19. Mai 2008                      |
| 3       | 16             | 4. Oktober 2007      | 15. Mai 2008         | 2. Februar 2009                   | 23. März 2009                     |
| 4       | 22             | 18. September 2008   | 14. Mai 2009         | 23. November 2009                 | 8. Februar 2010                   |
| 5       | 22             | 10. September 2009   | 13. Mai 2010         | 3. Januar 2011                    | 14. März 2011                     |
| 6       | 22             | 24. September 2010   | 20. Mai 2011         | 2. Januar 2012                    | 12. März 2012                     |
| 7       | 23             | 23. September 2011   | 18. Mai 2012         | 6. September 2012                 | 15. November 2012                 |
| 8       | 23             | 3. Oktober 2012      | 15. Mai 2013         | 19. September 2013                | 28. November 2013                 |
| 9       | 23             | 8. Oktober 2013      | 20. Mai 2014         | 25. September 2014                | 4. Dezember 2014                  |
| 10      | 23             | 7. Oktober 2014      | 20. Mai 2015         | 6. Oktober 2015                   | 15. Dezember 2015                 |
| 11      | 23             | 7. Oktober 2015      | 25. Mai 2016         | 3. November 2016                  | 26. Januar 2017                   |
| 12      | 23             | 13. Oktober 2016     | 18. Mai 2017         | 5. November 2017                  | 28. Januar 2018                   |
| 13      | 23             | 12. Oktober 2017     | 17. Mai 2018         | 23. September 2018                | 2. Dezember 2018                  |
| 14      | 20             | 11. Oktober 2018     | 25. April 2019       | 1. September 2019                 | 3. November 2019                  |
| 15      | 20             | 10. Oktober 2019     | 19. November 2020    | 24. Januar 2021                   | 28. März 2021                     |

## Staffel 1
| Nr. (ges.) | Nr. (St.) | Deutscher Titel        | Originaltitel     | Erstausstrahlung USA | Deutschsprachige Erstausstrahlung (D) | Regie                 | Drehbuch                                             |
| ---------- | --------- | ---------------------- | ----------------- | -------------------- | ------------------------------------- | --------------------- | ---------------------------------------------------- |
| 1          | 1         | Die Frau in Weiß       | Pilot             | 13. Sep. 2005        | 23. Okt. 2006                         | David Nutter          | Eric Kripke                                          |
| 2          | 2         | Wendigo                | Wendigo           | 20. Sep. 2005        | 30. Okt. 2006                         | David Nutter          | Eric Kripke Idee: Ron Milbauer & Terri Hughes Burton |
| 3          | 3         | Tod im Wasser          | Dead in the Water | 27. Sep. 2005        | 6. Nov. 2006                          | Kim Manners           | Sera Gamble & Raelle Tucker                          |
| 4          | 4         | Phantom-Reisende       | Phantom Traveler  | 4. Okt. 2005         | 13. Nov. 2006                         | Robert Singer         | Richard Hatem                                        |
| 5          | 5         | Bloody Mary            | Bloody Mary       | 11. Okt. 2005        | 20. Nov. 2006                         | Peter Ellis           | Ron Milbauer & Terri Hughes Burton Idee: Eric Kripke |
| 6          | 6         | Haut                   | Skin              | 18. Okt. 2005        | 27. Nov. 2006                         | Robert Duncan McNeill | John Shiban                                          |
| 7          | 7         | Hakenmann              | Hook Man          | 25. Okt. 2005        | 4. Dez. 2006                          | David Jackson         | John Shiban                                          |
| 8          | 8         | Insekten               | Bugs              | 8. Nov. 2005         | 11. Dez. 2006                         | Kim Manners           | Rachel Nave & Bill Coakley                           |
| 9          | 9         | Zu Hause               | Home              | 15. Nov. 2005        | 18. Dez. 2006                         | Ken Girotti           | Eric Kripke                                          |
| 10         | 10        | Asylum                 | Asylum            | 22. Nov. 2005        | 1. Jan. 2007                          | Guy Bee               | Richard Hatem                                        |
| 11         | 11        | Vogelscheuche          | Scarecrow         | 10. Jan. 2006        | 8. Jan. 2007                          | Kim Manners           | John Shiban Idee: Patrick Sean Smith                 |
| 12         | 12        | Der Wunderheiler       | Faith             | 17. Jan. 2006        | 15. Jan. 2007                         | Allan Kroeker         | Sera Gamble & Raelle Tucker                          |
| 13         | 13        | Route 666              | Route 666         | 31. Jan. 2006        | 22. Jan. 2007                         | Paul Shapiro          | Eugenie Ross-Leming & Brad Buckner                   |
| 14         | 14        | Albtraum               | Nightmare         | 7. Feb. 2006         | 29. Jan. 2007                         | Phil Sgriccia         | Sera Gamble & Raelle Tucker                          |
| 15         | 15        | Menschenjäger          | The Benders       | 14. Feb. 2006        | 5. Feb. 2007                          | Peter Ellis           | John Shiban                                          |
| 16         | 16        | Tödliche Schatten      | Shadow            | 28. Feb. 2006        | 12. Feb. 2007                         | Kim Manners           | Eric Kripke                                          |
| 17         | 17        | Spukhaus               | Hell House        | 30. März 2006        | 19. Feb. 2007                         | Chris Long            | Trey Callaway                                        |
| 18         | 18        | Eine Hexe kehrt zurück | Something Wicked  | 6. Apr. 2006         | 26. Feb. 2007                         | Whitney Ransick       | Daniel Knauf                                         |
| 19         | 19        | Das Gemälde            | Provenance        | 13. Apr. 2006        | 5. März 2007                          | Phil Sgriccia         | David Ehrman                                         |
| 20         | 20        | Der Wunder-Colt        | Dead Man’s Blood  | 20. Apr. 2006        | 12. März 2007                         | Tony Wharmby          | Cathryn Humphris & John Shiban                       |
| 21         | 21        | Die Erlösung           | Salvation         | 27. Apr. 2006        | 19. März 2007                         | Robert Singer         | Sera Gamble & Raelle Tucker                          |
| 22         | 22        | Teufelsfalle           | Devil’s Trap      | 4. Mai 2006          | 26. März 2007                         | Kim Manners           | Eric Kripke                                          |

## Staffel 2
| Nr. (ges.) | Nr. (St.) | Deutscher Titel                           | Originaltitel                            | Erstausstrahlung USA | Deutschsprachige Erstausstrahlung (D) | Regie           | Drehbuch                                         |
| ---------- | --------- | ----------------------------------------- | ---------------------------------------- | -------------------- | ------------------------------------- | --------------- | ------------------------------------------------ |
| 23         | 1         | Während ich starb                         | In My Time of Dying                      | 28. Sep. 2006        | 10. Dez. 2007                         | Kim Manners     | Eric Kripke                                      |
| 24         | 2         | Alle lieben Clowns                        | Everybody Loves a Clown                  | 5. Okt. 2006         | 17. Dez. 2007                         | Phil Sgriccia   | John Shiban                                      |
| 25         | 3         | Blutrausch                                | Bloodlust                                | 12. Okt. 2006        | 7. Jan. 2008                          | Robert Singer   | Sera Gamble                                      |
| 26         | 4         | Spiel nicht mit toten Dingen              | Children Shouldn’t Play with Dead Things | 19. Okt. 2006        | 15. Jan. 2008                         | Kim Manners     | Raelle Tucker                                    |
| 27         | 5         | Simon hat gesagt …                        | Simon Said                               | 26. Okt. 2006        | 22. Jan. 2008                         | Tim Lacofano    | Ben Edlund                                       |
| 28         | 6         | Mörderburg                                | No Exit                                  | 2. Nov. 2006         | 28. Jan. 2008                         | Kim Manners     | Matt Witten                                      |
| 29         | 7         | Die üblichen Verdächtigen                 | The Usual Suspects                       | 9. Nov. 2006         | 4. Feb. 2008                          | Mike Rohl       | Cathryn Humphris                                 |
| 30         | 8         | Kreuzung zur Hölle                        | Crossroad Blues                          | 16. Nov. 2006        | 11. Feb. 2008                         | Steve Boyum     | Sera Gamble                                      |
| 31         | 9         | Croatoan                                  | Croatoan                                 | 7. Dez. 2006         | 18. Feb. 2008                         | Robert Singer   | John Shiban                                      |
| 32         | 10        | Gejagt                                    | Hunted                                   | 11. Jan. 2007        | 25. Feb. 2008                         | Rachel Talalay  | Raelle Tucker                                    |
| 33         | 11        | Spielsachen                               | Playthings                               | 18. Jan. 2007        | 5. März 2008                          | Charles Beeson  | Matt Witten                                      |
| 34         | 12        | Der Mandroid                              | Nightshifter                             | 25. Jan. 2007        | 12. März 2008                         | Phil Sgriccia   | Ben Edlund                                       |
| 35         | 13        | Haus der Heiligen                         | Houses of the Holy                       | 1. Feb. 2007         | 19. März 2008                         | Kim Manners     | Sera Gamble                                      |
| 36         | 14        | Unter einem schlechten Stern              | Born Under a Bad Sign                    | 8. Feb. 2007         | 26. März 2008                         | J. Miller Tobin | Cathryn Humphris                                 |
| 37         | 15        | Tricks und Legenden                       | Tall Tales                               | 15. Feb. 2007        | 2. Apr. 2008                          | Bradford May    | John Shiban                                      |
| 38         | 16        | Highway 41                                | Roadkill                                 | 15. März 2007        | 9. Apr. 2008                          | Charles Beeson  | Raelle Tucker                                    |
| 39         | 17        | Herz                                      | Heart                                    | 22. März 2007        | 15. Apr. 2008                         | Kim Manners     | Sera Gamble                                      |
| 40         | 18        | Hollywood Babylon                         | Hollywood Babylon                        | 19. Apr. 2007        | 22. Apr. 2008                         | Phil Sgriccia   | Ben Edlund                                       |
| 41         | 19        | Hinter Gittern                            | Folsom Prison Blues                      | 26. Apr. 2007        | 30. Apr. 2008                         | Mike Rohl       | John Shiban                                      |
| 42         | 20        | Wie es ist und wie es niemals sein sollte | What is and What Should Never Be         | 3. Mai 2007          | 6. Mai 2008                           | Eric Kripke     | Raelle Tucker                                    |
| 43         | 21        | Der Sturm bricht los (1)                  | All Hell Breaks Loose (1)                | 10. Mai 2007         | 14. Mai 2008                          | Robert Singer   | Sera Gamble                                      |
| 44         | 22        | Der Sturm bricht los (2)                  | All Hell Breaks Loose (2)                | 17. Mai 2007         | 19. Mai 2008                          | Kim Manners     | Eric Kripke Idee: Eric Kripke & Michael T. Moore |

## Staffel 3
| Nr. (ges.) | Nr. (St.) | Deutscher Titel                 | Originaltitel                 | Erstausstrahlung USA | Deutschsprachige Erstausstrahlung (D) | Regie           | Drehbuch                                              |
| ---------- | --------- | ------------------------------- | ----------------------------- | -------------------- | ------------------------------------- | --------------- | ----------------------------------------------------- |
| 45         | 1         | Die glorreichen Sieben          | The Magnificent Seven         | 4. Okt. 2007         | 2. Feb. 2009                          | Kim Manners     | Eric Kripke                                           |
| 46         | 2         | Den Kindern geht es gut         | The Kids Are Alright          | 11. Okt. 2007        | 2. Feb. 2009                          | Phil Sgriccia   | Sera Gamble                                           |
| 47         | 3         | Ein Unglück kommt selten allein | Bad Day at Black Rock         | 18. Okt. 2007        | 9. Feb. 2009                          | Robert Singer   | Ben Edlund                                            |
| 48         | 4         | Sin City                        | Sin City                      | 25. Okt. 2007        | 9. Feb. 2009                          | Charles Beeson  | Robert Singer & Jeremy Carver                         |
| 49         | 5         | Gute-Nacht-Geschichten          | Bedtime Stories               | 1. Nov. 2007         | 16. Feb. 2009                         | Mike Rohl       | Cathryn Humphris                                      |
| 50         | 6         | Morgenröte                      | Red Sky at Morning            | 8. Nov. 2007         | 16. Feb. 2009                         | Cliff Bole      | Laurence Andries                                      |
| 51         | 7         | Frisches Blut                   | Fresh Blood                   | 15. Nov. 2007        | 23. Feb. 2009                         | Kim Manners     | Sera Gamble                                           |
| 52         | 8         | Übernatürliche Weihnachten      | A Very Supernatural Christmas | 13. Dez. 2007        | 23. Feb. 2009                         | J. Miller Tobin | Jeremy Carver                                         |
| 53         | 9         | Hexenzauber                     | Malleus Maleficarum           | 31. Jan. 2008        | 2. März 2009                          | Robert Singer   | Ben Edlund                                            |
| 54         | 10        | Träum von mir                   | Dream a Little Dream of Me    | 7. Feb. 2008         | 2. März 2009                          | Steve Boyum     | Cathryn Humphris Idee: Sera Gamble & Cathryn Humphris |
| 55         | 11        | Und täglich grüßt …             | Mystery Spot                  | 14. Feb. 2008        | 9. März 2009                          | Kim Manners     | Jeremy Carver Idee: Jeremy Carver & Emily McLaughlin  |
| 56         | 12        | Kriegsrecht                     | Jus in Bello                  | 21. Feb. 2008        | 9. März 2009                          | Phil Sgriccia   | Sera Gamble                                           |
| 57         | 13        | Ghostfacers                     | Ghostfacers                   | 24. Apr. 2008        | 16. März 2009                         | Phil Sgriccia   | Ben Edlund                                            |
| 58         | 14        | Ferngespräch                    | Long Distance Call            | 1. Mai 2008          | 16. März 2009                         | Robert Singer   | Jeremy Carver                                         |
| 59         | 15        | Ewiges Leben                    | Time is on My Side            | 8. Mai 2008          | 23. März 2009                         | Charles Beeson  | Sera Gamble                                           |
| 60         | 16        | Die Zeit läuft ab               | No Rest for the Wicked        | 15. Mai 2008         | 23. März 2009                         | Kim Manners     | Eric Kripke                                           |

## Staffel 4
| Nr. (ges.) | Nr. (St.) | Deutscher Titel                            | Originaltitel                               | Erstausstrahlung USA | Deutschsprachige Erstausstrahlung (D) | Regie           | Drehbuch                                     |
| ---------- | --------- | ------------------------------------------ | ------------------------------------------- | -------------------- | ------------------------------------- | --------------- | -------------------------------------------- |
| 61         | 1         | Lazarus erhebt sich                        | Lazarus Rising                              | 18. Sep. 2008        | 23. Nov. 2009                         | Kim Manners     | Eric Kripke                                  |
| 62         | 2         | Die Zeugen                                 | Are You There God? It’s Me, Dean Winchester | 25. Sep. 2008        | 23. Nov. 2009                         | Phil Sgriccia   | Sera Gamble Idee: Sera Gamble & Lou Bollo    |
| 63         | 3         | Am Anfang war …                            | In the Beginning                            | 2. Okt. 2008         | 30. Nov. 2009                         | Steve Boyum     | Jeremy Carver                                |
| 64         | 4         | Metamorphose                               | Metamorphosis                               | 9. Okt. 2008         | 30. Nov. 2009                         | Kim Manners     | Cathryn Humphris                             |
| 65         | 5         | Monsterfilm                                | Monster Movie                               | 16. Okt. 2008        | 7. Dez. 2009                          | Robert Singer   | Ben Edlund                                   |
| 66         | 6         | Gelbfieber                                 | Yellow Fever                                | 23. Okt. 2008        | 7. Dez. 2009                          | Phil Sgriccia   | Andrew Dabb & Daniel Loflin                  |
| 67         | 7         | Der große Kürbis, Sam Winchester           | It’s the Great Pumpkin, Sam Winchester      | 30. Okt. 2008        | 14. Dez. 2009                         | Charles Beeson  | Julie Siege                                  |
| 68         | 8         | Wunschdenken                               | Wishful Thinking                            | 6. Nov. 2008         | 14. Dez. 2009                         | Robert Singer   | Ben Edlund Idee: Ben Edlund & Lou Bollo      |
| 69         | 9         | Ich weiß, was du letzten Sommer getan hast | I Know What You Did Last Summer             | 13. Nov. 2008        | 21. Dez. 2009                         | Charles Beeson  | Sera Gamble                                  |
| 70         | 10        | Himmel und Hölle                           | Heaven and Hell                             | 20. Nov. 2008        | 21. Dez. 2009                         | J. Miller Tobin | Eric Kripke Idee: Trevor Sands               |
| 71         | 11        | Familiäre Überreste                        | Family Remains                              | 15. Jan. 2009        | 4. Jan. 2010                          | Phil Sgriccia   | Jeremy Carver                                |
| 72         | 12        | Illusionen                                 | Criss Angel is a Douche Bag                 | 22. Jan. 2009        | 4. Jan. 2010                          | Robert Singer   | Julie Siege                                  |
| 73         | 13        | Schulzeit                                  | Afterschool Special                         | 29. Jan. 2009        | 11. Jan. 2010                         | Adam Kane       | Andrew Dabb & Daniel Loflin                  |
| 74         | 14        | Sex und Gewalt                             | Sex and Violence                            | 5. Feb. 2009         | 11. Jan. 2010                         | Charles Beeson  | Cathryn Humphris                             |
| 75         | 15        | Der Tod macht Urlaub                       | Death Takes a Holiday                       | 12. März 2009        | 18. Jan. 2010                         | Steve Boyum     | Jeremy Carver                                |
| 76         | 16        | Teuflischer Engel                          | On the Head of a Pin                        | 19. März 2009        | 18. Jan. 2010                         | Mike Rohl       | Ben Edlund                                   |
| 77         | 17        | Dieses Leben ist ätzend                    | It’s a Terrible Life                        | 26. März 2009        | 25. Jan. 2010                         | James L. Conway | Sera Gamble                                  |
| 78         | 18        | Das Monster am Ende des Buches             | The Monster at the End of this Book         | 2. Apr. 2009         | 25. Jan. 2010                         | Mike Rohl       | Julie Siege Idee: Julie Siege & Nancy Weiner |
| 79         | 19        | Grabräuber                                 | Jump the Shark                              | 9. Apr. 2009         | 1. Feb. 2010                          | Phil Sgriccia   | Andrew Dabb & Daniel Loflin                  |
| 80         | 20        | Die Wiederkunft                            | The Rapture                                 | 30. Apr. 2009        | 1. Feb. 2010                          | Charles Beeson  | Jeremy Carver                                |
| 81         | 21        | Wenn der Damm bricht                       | When the Levee Breaks                       | 7. Mai 2009          | 8. Feb. 2010                          | Robert Singer   | Sera Gamble                                  |
| 82         | 22        | Luzifer erhebt sich                        | Lucifer Rising                              | 14. Mai 2009         | 8. Feb. 2010                          | Eric Kripke     | Eric Kripke                                  |

## Staffel 5
| Nr. (ges.) | Nr. (St.) | Deutscher Titel                       | Originaltitel                         | Erstausstrahlung USA | Deutschsprachige Erstausstrahlung (D) | Regie           | Drehbuch                                                         |
| ---------- | --------- | ------------------------------------- | ------------------------------------- | -------------------- | ------------------------------------- | --------------- | ---------------------------------------------------------------- |
| 83         | 1         | Mein Name ist Luzifer                 | Sympathy for the Devil                | 10. Sep. 2009        | 3. Jan. 2011                          | Robert Singer   | Eric Kripke                                                      |
| 84         | 2         | Der Krieg                             | Good God, Y’All!                      | 17. Sep. 2009        | 3. Jan. 2011                          | Phil Sgriccia   | Sera Gamble                                                      |
| 85         | 3         | Sei du selbst                         | Free to Be You and Me                 | 24. Sep. 2009        | 10. Jan. 2011                         | J. Miller Tobin | Jeremy Carver                                                    |
| 86         | 4         | Endspiel                              | The End                               | 1. Okt. 2009         | 10. Jan. 2011                         | Steve Boyum     | Ben Edlund                                                       |
| 87         | 5         | Die falschen Götter                   | Fallen Idols                          | 8. Okt. 2009         | 17. Jan. 2011                         | James L. Conway | Julie Siege                                                      |
| 88         | 6         | Die Kinder sind unsere Zukunft        | I Believe the Children Are Our Future | 15. Okt. 2009        | 17. Jan. 2011                         | Charles Beeson  | Andrew Dabb & Daniel Loflin                                      |
| 89         | 7         | Der seltsame Fall des Dean Winchester | The Curious Case of Dean Winchester   | 29. Okt. 2009        | 24. Jan. 2011                         | Robert Singer   | Sera Gamble Idee: Sera Gamble & Jenny Klein                      |
| 90         | 8         | Wie im Himmel, so auf Erden           | Changing Channels                     | 5. Nov. 2009         | 24. Jan. 2011                         | Charles Beeson  | Jeremy Carver                                                    |
| 91         | 9         | Die echten Geisterjäger               | The Real Ghostbusters                 | 12. Nov. 2009        | 31. Jan. 2011                         | Jim Conway      | Eric Kripke Idee: Nancy Weiner                                   |
| 92         | 10        | Die Hoffnung stirbt …                 | Abandon All Hope …                    | 19. Nov. 2009        | 31. Jan. 2011                         | Phil Sgriccia   | Ben Edlund                                                       |
| 93         | 11        | Sam, durchgeknallt                    | Sam, Interrupted                      | 21. Jan. 2010        | 7. Feb. 2011                          | James L. Conway | Andrew Dabb & Daniel Loflin                                      |
| 94         | 12        | Körpertausch                          | Swap Meat                             | 28. Jan. 2010        | 7. Feb. 2011                          | Robert Singer   | Julie Siege Idee: Julie Siege, Rebecca Dessertine & Harvey Fedor |
| 95         | 13        | Die Engel wachen über Dich            | The Song Remains The Same             | 4. Feb. 2010         | 14. Feb. 2011                         | Steve Boyum     | Sera Gamble & Nancy Weiner                                       |
| 96         | 14        | Blutiger Valentinstag                 | My Bloody Valentine                   | 11. Feb. 2010        | 14. Feb. 2011                         | Mike Rohl       | Ben Edlund                                                       |
| 97         | 15        | Tote tragen kein Karo                 | Dead Men Don’t Wear Plaid             | 25. März 2010        | 21. Feb. 2011                         | John Showalter  | Jeremy Carver                                                    |
| 98         | 16        | Sonnenfinsternis                      | Dark Side Of The Moon                 | 1. Apr. 2010         | 21. Feb. 2011                         | Jeff Woolnough  | Andrew Dabb & Daniel Loflin                                      |
| 99         | 17        | 99 Probleme                           | 99 Problems                           | 8. Apr. 2010         | 28. Feb. 2011                         | Charles Beeson  | Julie Siege                                                      |
| 100        | 18        | Kein Weg zurück                       | Point of No Return                    | 15. Apr. 2010        | 28. Feb. 2011                         | Phil Sgriccia   | Jeremy Carver                                                    |
| 101        | 19        | Sein letzter Trick                    | Hammer of the Gods                    | 22. Apr. 2010        | 7. März 2011                          | Rick Bota       | Andrew Dabb & Daniel Loflin Idee: David Reed                     |
| 102        | 20        | Der Teufel steckt im Detail           | The Devil You Know                    | 29. Apr. 2010        | 7. März 2011                          | Robert Singer   | Ben Edlund                                                       |
| 103        | 21        | Das Ende ist nah                      | Two Minutes to Midnight               | 6. Mai 2010          | 14. März 2011                         | Phil Sgriccia   | Sera Gamble                                                      |
| 104        | 22        | Schwanenlied                          | Swan Song                             | 13. Mai 2010         | 14. März 2011                         | Steve Boyum     | Eric Kripke Idee: Eric Gewitz                                    |

## Staffel 6
| Nr. (ges.) | Nr. (St.) | Deutscher Titel                     | Originaltitel                  | Erstausstrahlung USA | Deutschsprachige Erstausstrahlung (D) | Regie          | Drehbuch                                                                       |
| ---------- | --------- | ----------------------------------- | ------------------------------ | -------------------- | ------------------------------------- | -------------- | ------------------------------------------------------------------------------ |
| 105        | 1         | Normalität als Exil                 | Exile on Main Street           | 24. Sep. 2010        | 2. Jan. 2012                          | Phil Sgriccia  | Sera Gamble                                                                    |
| 106        | 2         | Zwei Jäger und ein Baby             | Two and a Half Men             | 1. Okt. 2010         | 2. Jan. 2012                          | John Showalter | Adam Glass                                                                     |
| 107        | 3         | Der dritte Mann                     | The Third Man                  | 8. Okt. 2010         | 9. Jan. 2012                          | Robert Singer  | Ben Edlund                                                                     |
| 108        | 4         | Immer Ärger mit Bobby               | Weekend at Bobby’s             | 15. Okt. 2010        | 9. Jan. 2012                          | Jensen Ackles  | Andrew Dabb & Daniel Loflin                                                    |
| 109        | 5         | Vampire weinen nicht                | Live Free or Twi-Hard          | 22. Okt. 2010        | 16. Jan. 2012                         | Rod Hardy      | Brett Matthews                                                                 |
| 110        | 6         | Wahrheit tut weh                    | You Can’t Handle the Truth     | 29. Okt. 2010        | 16. Jan. 2012                         | Jan Eliasberg  | Eric Charmelo & Nicole Snyder Idee: David Reed, Eric Charmelo & Nicole Snyder  |
| 111        | 7         | Familienangelegenheiten             | Family Matters                 | 5. Nov. 2010         | 23. Jan. 2012                         | Guy Bee        | Andrew Dabb & Daniel Loflin                                                    |
| 112        | 8         | Alle Hunde kommen in den Himmel     | All Dogs Go to Heaven          | 12. Nov. 2010        | 23. Jan. 2012                         | Phil Sgriccia  | Adam Glass                                                                     |
| 113        | 9         | Kleine grüne Männchen               | Clap Your Hands If You Believe | 19. Nov. 2010        | 30. Jan. 2012                         | John Showalter | Ben Edlund                                                                     |
| 114        | 10        | Express in die Hölle                | Caged Heat                     | 3. Dez. 2010         | 30. Jan. 2012                         | Robert Singer  | Brett Matthews & Jenny Klein                                                   |
| 115        | 11        | Der Tod wartet in Samarra           | Appointment in Samarra         | 10. Dez. 2010        | 6. Feb. 2012                          | Mike Rohl      | Sera Gamble & Robert Singer                                                    |
| 116        | 12        | Wie man einen Drachen tötet         | Like A Virgin                  | 4. Feb. 2011         | 6. Feb. 2012                          | Phil Sgriccia  | Adam Glass                                                                     |
| 117        | 13        | Erbarmungslos                       | Unforgiven                     | 11. Feb. 2011        | 13. Feb. 2012                         | David Barrett  | Andrew Dabb & Daniel Loflin                                                    |
| 118        | 14        | Mannequin 3: Die Abrechnung         | Mannequin 3: The Reckoning     | 18. Feb. 2011        | 13. Feb. 2012                         | Jeannot Szwarc | Eric Charmelo & Nicole Snyder                                                  |
| 119        | 15        | Über uns nur der Himmel             | The French Mistake             | 25. Feb. 2011        | 20. Feb. 2012                         | Charles Beeson | Ben Edlund                                                                     |
| 120        | 16        | … da war’n sie alle weg             | And Then There Were None       | 4. März 2011         | 20. Feb. 2012                         | Mike Rohl      | Brett Matthews                                                                 |
| 121        | 17        | Ein tiefer Ozean voller Geheimnisse | My Heart Will Go On            | 15. Apr. 2011        | 27. Feb. 2012                         | Phil Sgriccia  | Eric Charmelo & Nicole Snyder                                                  |
| 122        | 18        | Sie leben mit dem Tod               | Frontierland                   | 22. Apr. 2011        | 27. Feb. 2012                         | Guy Bee        | Andrew Dabb & Daniel Loflin Idee: Andrew Dabb, Daniel Loflin & Jackson Stewart |
| 123        | 19        | Krone der Schöpfung                 | Mommy Dearest                  | 29. Apr. 2011        | 5. März 2012                          | John Showalter | Adam Glass                                                                     |
| 124        | 20        | Nur ein Zeichen                     | The Man Who Would Be King      | 6. Mai 2011          | 5. März 2012                          | Ben Edlund     | Ben Edlund                                                                     |
| 125        | 21        | Die Erinnerung                      | Let It Bleed                   | 20. Mai 2011         | 12. März 2012                         | John Showalter | Sera Gamble                                                                    |
| 126        | 22        | Der Mann, der zuviel wusste         | The Man Who Knew Too Much      | 20. Mai 2011         | 12. März 2012                         | Robert Singer  | Eric Kripke                                                                    |

## Staffel 7
| Nr. (ges.) | Nr. (St.) | Deutscher Titel                      | Originaltitel                                 | Erstausstrahlung USA | Deutschsprachige Erstausstrahlung (D) | Regie            | Drehbuch                           |
| ---------- | --------- | ------------------------------------ | --------------------------------------------- | -------------------- | ------------------------------------- | ---------------- | ---------------------------------- |
| 127        | 1         | Der Zorn Gottes                      | Meet the New Boss                             | 23. Sep. 2011        | 6. Sep. 2012                          | Phil Sgriccia    | Sera Gamble                        |
| 128        | 2         | Böse neue Welt                       | Hello Cruel World                             | 30. Sep. 2011        | 6. Sep. 2012                          | Guy Bee          | Ben Edlund                         |
| 129        | 3         | Das nette Mädchen von nebenan        | The Girl Next Door                            | 7. Okt. 2011         | 13. Sep. 2012                         | Jensen Ackles    | Andrew Dabb & Daniel Loflin        |
| 130        | 4         | Zeugin der Anklage                   | Defending Your Life                           | 14. Okt. 2011        | 13. Sep. 2012                         | Robert Singer    | Adam Glass                         |
| 131        | 5         | Paartherapie                         | Shut Up, Dr. Phil                             | 21. Okt. 2011        | 20. Sep. 2012                         | Phil Sgriccia    | Brad Buckner & Eugenie Ross-Leming |
| 132        | 6         | Klonkrieger                          | Slash Fiction                                 | 28. Okt. 2011        | 20. Sep. 2012                         | John Showalter   | Robbie Thompson                    |
| 133        | 7         | Patrick, Jane, Lilly, Dale?          | The Mentalists                                | 4. Nov. 2011         | 27. Sep. 2012                         | Mike Rohl        | Ben Acker & Ben Blacker            |
| 134        | 8         | Zeit zu heiraten                     | Season Seven, Time for a Wedding              | 11. Nov. 2011        | 27. Sep. 2012                         | Tim Andrew       | Andrew Dabb & Daniel Loflin        |
| 135        | 9         | Du bist, was du isst                 | How to Win Friends and Influence Monsters     | 18. Nov. 2011        | 4. Okt. 2012                          | Guy Bee          | Ben Edlund                         |
| 136        | 10        | An der Schwelle                      | Death’s Door                                  | 2. Dez. 2011         | 4. Okt. 2012                          | Robert Singer    | Sera Gamble                        |
| 137        | 11        | Die Nacht der Abenteuer              | Adventures in Babysitting                     | 6. Jan. 2012         | 11. Okt. 2012                         | Jeannot Szwarc   | Adam Glass                         |
| 138        | 12        | Die Zeit heilt keine Wunden          | Time After Time                               | 13. Jan. 2012        | 11. Okt. 2012                         | Phil Sgriccia    | Robbie Thompson                    |
| 139        | 13        | Vatertag                             | The Slice Girls                               | 3. Feb. 2012         | 18. Okt. 2012                         | Jerry Wanek      | Eugenie Ross-Leming & Brad Buckner |
| 140        | 14        | Es … sind schon wieder Clowns        | Plucky Pennywhistle’s Magical Menagerie       | 10. Feb. 2012        | 18. Okt. 2012                         | Mike Rohl        | Andrew Dabb & Daniel Loflin        |
| 141        | 15        | Guten Morgen, Vietnam                | Repo Man                                      | 17. Feb. 2012        | 25. Okt. 2012                         | Thomas J. Wright | Ben Edlund                         |
| 142        | 16        | Von schwarzen Schwänen               | Out With the Old                              | 16. März 2012        | 25. Okt. 2012                         | John Showalter   | Robert Singer & Jenny Klein        |
| 143        | 17        | Identitätsverlust                    | The Born-Again Identity                       | 23. März 2012        | 1. Nov. 2012                          | Robert Singer    | Sera Gamble                        |
| 144        | 18        | Garths Welt - Party Zeit - Exzellent | Party on, Garth                               | 30. März 2012        | 1. Nov. 2012                          | Phil Sgriccia    | Adam Glass                         |
| 145        | 19        | Die Geister, die ich rief            | Of Grave Importance                           | 20. Apr. 2012        | 8. Nov. 2012                          | Tim Andrew       | Eugenie Ross-Leming & Brad Buckner |
| 146        | 20        | Verblendung, Verliese und Drachen    | The Girl With the Dungeons and Dragons Tattoo | 27. Apr. 2012        | 8. Nov. 2012                          | John MacCarthy   | Robbie Thompson                    |
| 147        | 21        | Erzengel                             | Reading is Fundamental                        | 4. Mai 2012          | 15. Nov. 2012                         | Ben Edlund       | Ben Edlund                         |
| 148        | 22        | Blutvergießen                        | There Will Be Blood                           | 11. Mai 2012         | 15. Nov. 2012                         | Guy Bee          | Andrew Dabb & Daniel Loflin        |
| 149        | 23        | Das Überleben der Stärkeren          | Survival of the Fittest                       | 18. Mai 2012         | 15. Nov. 2012                         | Robert Singer    | Sera Gamble                        |

## Staffel 8
Die Erstausstrahlung der achten Staffel war vom 3. Oktober 2012 bis zum 15. Mai 2013 auf dem US-amerikanischen Sender The CW zu sehen. Die deutschsprachige Erstausstrahlung wurde vom 19. September 2013 bis zum 28. November 2013 auf dem Pay-TV-Sender Sky Atlantic HD gesendet.
| Nr. (ges.) | Nr. (St.) | Deutscher Titel               | Originaltitel                   | Erstausstrahlung USA | Deutschsprachige Erstausstrahlung (D) | Regie                 | Drehbuch                           |
| ---------- | --------- | ----------------------------- | ------------------------------- | -------------------- | ------------------------------------- | --------------------- | ---------------------------------- |
| 150        | 1         | Wo ist Kevin?                 | We Need To Talk About Kevin     | 3. Okt. 2012         | 19. Sep. 2013                         | Robert Singer         | Jeremy Carver                      |
| 151        | 2         | Seelenhandel                  | What’s Up, Tiger Mommy?         | 10. Okt. 2012        | 19. Sep. 2013                         | John Showalter        | Andrew Dabb & Daniel Loflin        |
| 152        | 3         | Herzschmerz                   | Heartache                       | 17. Okt. 2012        | 26. Sep. 2013                         | Jensen Ackles         | Brad Buckner & Eugenie Ross-Leming |
| 153        | 4         | Gebissen                      | Bitten                          | 24. Okt. 2012        | 26. Sep. 2013                         | Thomas J. Wright      | Robbie Thompson                    |
| 154        | 5         | Blutsbrüder                   | Blood Brother                   | 31. Okt. 2012        | 3. Okt. 2013                          | Guy Bee               | Ben Edlund                         |
| 155        | 6         | Southern Comfort              | Southern Comfort                | 7. Nov. 2012         | 3. Okt. 2013                          | Tim Andrew            | Adam Glass                         |
| 156        | 7         | Unverhoffte Begegnung         | A Little Slice of Kevin         | 14. Nov. 2012        | 10. Okt. 2013                         | Charlie Carner        | Eugenie Ross-Leming & Brad Buckner |
| 157        | 8         | Verzerrte Gegenwart           | Hunteri Heroici                 | 28. Nov. 2012        | 10. Okt. 2013                         | Paul Edwards          | Andrew Dabb                        |
| 158        | 9         | Jagd auf Benny                | Citizen Fang                    | 5. Dez. 2012         | 17. Okt. 2013                         | Nick Copus            | Daniel Loflin                      |
| 159        | 10        | Der Verrat                    | Torn and Frayed                 | 16. Jan. 2013        | 17. Okt. 2013                         | Robert Singer         | Jenny Klein                        |
| 160        | 11        | Blutiges Spiel                | LARP and the Real Girl          | 23. Jan. 2013        | 24. Okt. 2013                         | Jeannot Szwarc        | Robbie Thompson                    |
| 161        | 12        | Wie die Zeit vergeht          | As Time Goes By                 | 30. Jan. 2013        | 24. Okt. 2013                         | Serge Ladouceur       | Adam Glass                         |
| 162        | 13        | Jeder hasst Hitler            | Everybody Hates Hitler          | 6. Feb. 2013         | 31. Okt. 2013                         | Philip Sgriccia       | Ben Edlund                         |
| 163        | 14        | Ein Licht am Ende des Tunnels | Trial and Error                 | 13. Feb. 2013        | 31. Okt. 2013                         | Kevin Parks           | Andrew Dabb                        |
| 164        | 15        | Tierische Freunde             | Man’s Best Friend With Benefits | 20. Feb. 2013        | 7. Nov. 2013                          | John Showalter        | Brad Buckner & Eugenie Ross-Leming |
| 165        | 16        | Rückkehr der Titanen          | Remember the Titans             | 27. Feb. 2013        | 7. Nov. 2013                          | Steve Boyum           | Daniel Loflin                      |
| 166        | 17        | Auf Wiedersehen, Fremder      | Goodbye Stranger                | 20. März 2013        | 14. Nov. 2013                         | Thomas J. Wright      | Robbie Thompson                    |
| 167        | 18        | Die Nachwuchsjäger            | Freaks and Geeks                | 27. März 2013        | 14. Nov. 2013                         | John F. Showalter     | Adam Glass                         |
| 168        | 19        | Taxi Driver                   | Taxi Driver                     | 3. Apr. 2013         | 21. Nov. 2013                         | Guy Bee               | Brad Buckner & Eugenie Ross-Leming |
| 169        | 20        | Pac-Man Fever                 | Pac-Man Fever                   | 24. Apr. 2013        | 21. Nov. 2013                         | Robert Singer         | Robbie Thompson                    |
| 170        | 21        | Metatron und das Wort Gottes  | The Great Escapist              | 1. Mai 2013          | 28. Nov. 2013                         | Robert Duncan McNeill | Ben Edlund                         |
| 171        | 22        | Das Lebenswerk                | Clip Show                       | 8. Mai 2013          | 28. Nov. 2013                         | Thomas J. Wright      | Andrew Dabb                        |
| 172        | 23        | Opfer                         | Sacrifice                       | 15. Mai 2013         | 28. Nov. 2013                         | Phil Sgriccia         | Jeremy Carver                      |

## Staffel 9
Die Erstausstrahlung der neunten Staffel war vom 8. Oktober 2013 bis zum 20. Mai 2014 auf dem US-amerikanischen Sender The CW zu sehen. Die deutschsprachige Erstausstrahlung sendete der Pay-TV-Sender Sky Atlantic HD vom 25. September bis zum 4. Dezember 2014 in Doppelfolgen.
| Nr. (ges.) | Nr. (St.) | Deutscher Titel                    | Originaltitel                  | Erstausstrahlung USA | Deutschsprachige Erstausstrahlung (D) | Regie               | Drehbuch                           |
| ---------- | --------- | ---------------------------------- | ------------------------------ | -------------------- | ------------------------------------- | ------------------- | ---------------------------------- |
| 173        | 1         | Ein Engel für Sam                  | I Think I’m Gonna Like It Here | 8. Okt. 2013         | 25. Sep. 2014                         | John Showalter      | Jeremy Carver                      |
| 174        | 2         | Der Tod ist nur der Anfang         | Devil May Care                 | 15. Okt. 2013        | 25. Sep. 2014                         | Guy Bee             | Andrew Dabb                        |
| 175        | 3         | Ich bin kein Engel                 | I’m No Angel                   | 22. Okt. 2013        | 2. Okt. 2014                          | Kevin Hooks         | Brad Buckner & Eugenie Ross-Leming |
| 176        | 4         | Pyjamaparty                        | Slumber Party                  | 29. Okt. 2013        | 2. Okt. 2014                          | Robert Singer       | Robbie Thompson                    |
| 177        | 5         | Hundstage                          | Dog Dean Afternoon             | 5. Nov. 2013         | 9. Okt. 2014                          | Tim Andrew          | Eric Charmelo & Nicole Snyder      |
| 178        | 6         | Der Himmel soll nicht warten       | Heaven Can’t Wait              | 12. Nov. 2013        | 9. Okt. 2014                          | Rob Spera           | Robert Berens                      |
| 179        | 7         | Bad Boys                           | Bad Boys                       | 19. Nov. 2013        | 16. Okt. 2014                         | Kevin Parks         | Adam Glass                         |
| 180        | 8         | Endlich wieder Jungfrau            | Rock and a Hard Place          | 26. Nov. 2013        | 16. Okt. 2014                         | John MacCarthy      | Jenny Klein                        |
| 181        | 9         | Krieg der Engel                    | Holy Terror                    | 3. Dez. 2013         | 23. Okt. 2014                         | Thomas J. Wright    | Eugenie Ross-Leming & Brad Buckner |
| 182        | 10        | Kopfsache                          | Road Trip                      | 14. Jan. 2014        | 23. Okt. 2014                         | Robert Singer       | Andrew Dabb                        |
| 183        | 11        | Die erste Klinge                   | First Born                     | 21. Jan. 2014        | 30. Okt. 2014                         | John Badham         | Robbie Thompson                    |
| 184        | 12        | Der Wolf im Schafspelz             | Sharp Teeth                    | 28. Jan. 2014        | 30. Okt. 2014                         | John Showalter      | Adam Glass                         |
| 185        | 13        | Das große Fressen                  | The Purge                      | 4. Feb. 2014         | 6. Nov. 2014                          | Phil Sgriccia       | Eric Charmelo & Nicole Snyder      |
| 186        | 14        | Gefangen                           | Captives                       | 25. Feb. 2014        | 6. Nov. 2014                          | Jerry Wanek         | Robert Berens                      |
| 187        | 15        | Thinman                            | #Thinman                       | 4. März 2014         | 13. Nov. 2014                         | Jeannot Szwarc      | Jenny Klein                        |
| 188        | 16        | Jäger der verlorenen Klinge        | Blade Runners                  | 18. März 2014        | 13. Nov. 2014                         | Serge Ladouceur     | Brad Buckner & Eugenie Ross-Leming |
| 189        | 17        | Abaddons Plan                      | Mother’s Little Helper         | 25. März 2014        | 20. Nov. 2014                         | Misha Collins       | Adam Glass                         |
| 190        | 18        | Meta-Fiktion                       | Meta Fiction                   | 15. Apr. 2014        | 20. Nov. 2014                         | Thomas J. Wright    | Robbie Thompson                    |
| 191        | 19        | Alex Annie Alexis Ann              | Alex Annie Alexis Ann          | 22. Apr. 2014        | 27. Nov. 2014                         | Stefan Pleszczynski | Robert Berens                      |
| 192        | 20        | Blutlinien                         | Bloodlines                     | 29. Apr. 2014        | 27. Nov. 2014                         | Robert Singer       | Andrew Dabb                        |
| 193        | 21        | König der Verdammten               | King of the Damned             | 6. Mai 2014          | 4. Dez. 2014                          | P. J. Pesce         | Brad Buckner & Eugenie Ross-Leming |
| 194        | 22        | Stairway to Heaven                 | Stairway to Heaven             | 13. Mai 2014         | 4. Dez. 2014                          | Guy Bee             | Andrew Dabb                        |
| 195        | 23        | Wunder werden vielleicht doch wahr | Do You Believe in Miracles     | 20. Mai 2014         | 4. Dez. 2014                          | Thomas J. Wright    | Jeremy Carver                      |

## Staffel 10
Die Erstausstrahlung der zehnten Staffel erfolgte vom 7. Oktober 2014 bis zum 20. Mai 2015 auf dem US-amerikanischen Sender The CW. Die deutschsprachige Erstausstrahlung war beim Pay-TV-Sender Sky Atlantic HD vom 6. Oktober bis zum 15. Dezember 2015 zu sehen.
| Nr. (ges.) | Nr. (St.) | Deutscher Titel                     | Originaltitel              | Erstausstrahlung USA | Deutschsprachige Erstausstrahlung (D) | Regie                 | Drehbuch                                      |
| ---------- | --------- | ----------------------------------- | -------------------------- | -------------------- | ------------------------------------- | --------------------- | --------------------------------------------- |
| 196        | 1         | Dunkelheit                          | Black                      | 7. Okt. 2014         | 6. Okt. 2015                          | Robert Singer         | Jeremy Carver                                 |
| 197        | 2         | Der Reichenbachfall                 | Reichenbach                | 14. Okt. 2014        | 6. Okt. 2015                          | Thomas J. Wright      | Andrew Dabb                                   |
| 198        | 3         | Wiedergeburt                        | Soul Survivor              | 21. Okt. 2014        | 13. Okt. 2015                         | Jensen Ackles         | Brad Buckner & Eugenie Ross-Leming            |
| 199        | 4         | Paper Moon                          | Paper Moon                 | 28. Okt. 2014        | 13. Okt. 2015                         | Jeannot Szwarc        | Adam Glass                                    |
| 200        | 5         | Fan Fiction                         | Fan Fiction                | 11. Nov. 2014        | 20. Okt. 2015                         | Phil Sgriccia         | Robbie Thompson                               |
| 201        | 6         | Cluedo                              | Ask Jeeves                 | 18. Nov. 2014        | 20. Okt. 2015                         | John MacCarthy        | Eric Carmelo & Nicole Snyder                  |
| 202        | 7         | Hexensabbat                         | Girls, Girls, Girls        | 25. Nov. 2014        | 27. Okt. 2015                         | Robert Singer         | Robert Berens                                 |
| 203        | 8         | Notruf Hibbing                      | Hibbing 911                | 2. Dez. 2014         | 27. Okt. 2015                         | Tim Andrew            | Jenny Klein Idee: Jenny Klein & Phil Sgriccia |
| 204        | 9         | Die Menschen, die wir zurück lassen | The Things We Left Behind  | 9. Dez. 2014         | 3. Nov. 2015                          | Guy Norman Bee        | Andrew Dabb                                   |
| 205        | 10        | Machtkämpfe                         | The Hunter Games           | 20. Jan. 2015        | 3. Nov. 2015                          | John Badham           | Eugenie Ross-Leming & Brad Buckner            |
| 206        | 11        | Zuhause ist es doch am schönsten    | There’s No Place Like Home | 27. Jan. 2015        | 10. Nov. 2015                         | Phil Sgriccia         | Robbie Thompson                               |
| 207        | 12        | Der Tag, an dem die Hexe starb      | About a Boy                | 3. Feb. 2015         | 10. Nov. 2015                         | Serge Ladouceur       | Adam Glass                                    |
| 208        | 13        | Der WLAN-Geist                      | Halt & Catch Fire          | 10. Feb. 2015        | 17. Nov. 2015                         | John Showalter        | Eric Charmelo & Nicole Snyder                 |
| 209        | 14        | Das Lied vom Henker                 | The Executioner’s Song     | 17. Feb. 2015        | 17. Nov. 2015                         | Phil Sgriccia         | Robert Berens                                 |
| 210        | 15        | Was sie trugen                      | The Things They Carried    | 18. März 2015        | 24. Nov. 2015                         | John Badham           | Jenny Klein                                   |
| 211        | 16        | Eine Frage des Glaubens             | Paint it Black             | 25. März 2015        | 24. Nov. 2015                         | John Showalter        | Brad Bucker & Eugenie Ross-Leming             |
| 212        | 17        | Entscheidungen                      | Inside Man                 | 1. Apr. 2015         | 1. Dez. 2015                          | Rashaad Ernesto Green | Andrew Dabb                                   |
| 213        | 18        | Das Buch der Verdammten             | Book of the Damned         | 15. Apr. 2015        | 1. Dez. 2015                          | P. J. Pesce           | Robbie Thompson                               |
| 214        | 19        | Werther                             | The Werther Project        | 22. Apr. 2015        | 8. Dez. 2015                          | Stefan Pleszczynski   | Robert Berens                                 |
| 215        | 20        | Der Himmel im Geiste                | Angel Heart                | 29. Apr. 2015        | 8. Dez. 2015                          | Steve Boyum           | Robbie Thompson                               |
| 216        | 21        | Die Dunkle Macht                    | Dark Dynasty               | 6. Mai 2015          | 15. Dez. 2015                         | Robert Singer         | Eugenie Ross-Leming & Brad Buckner            |
| 217        | 22        | Schicksal                           | The Prisoner               | 13. Mai 2015         | 15. Dez. 2015                         | Thomas J. Wright      | Andrew Dabb                                   |
| 218        | 23        | Finsternis                          | Brother’s Keeper           | 20. Mai 2015         | 15. Dez. 2015                         | Phil Sgriccia         | Jeremy Carver                                 |

## Staffel 11
Die Erstausstrahlung der elften Staffel war vom 7. Oktober 2015 bis zum 25. Mai 2016 auf dem US-amerikanischen Sender The CW zu sehen. Die deutschsprachige Erstausstrahlung sendete der deutsche Pay-TV-Sender Sky 1 vom 3. November 2016 bis zum 26. Januar 2017.
| Nr. (ges.) | Nr. (St.) | Deutscher Titel                 | Originaltitel                      | Erstausstrahlung USA | Deutschsprachige Erstausstrahlung (D/A/CH) | Regie                 | Drehbuch                           | Zuschauer (USA) |
| ---------- | --------- | ------------------------------- | ---------------------------------- | -------------------- | ------------------------------------------ | --------------------- | ---------------------------------- | --------------- |
| 219        | 1         | Das Feuer der Finsternis        | Out of the Darkness, Into the Fire | 7. Okt. 2015         | 3. Nov. 2016                               | Robert Singer         | Jeremy Carver                      | 1,94 Mio.       |
| 220        | 2         | Die Leere der Finsternis        | Form and Void                      | 14. Okt. 2015        | 3. Nov. 2016                               | Phil Sgriccia         | Andrew Dabb                        | 1,86 Mio.       |
| 221        | 3         | Die Finsternis erblüht          | The Bad Seed                       | 21. Okt. 2015        | 10. Nov. 2016                              | Jensen Ackles         | Brad Buckner & Eugenie Ross-Leming | 1,59 Mio.       |
| 222        | 4         | Baby                            | Baby                               | 28. Okt. 2015        | 10. Nov. 2016                              | Thomas J. Wright      | Robbie Thompson                    | 2,04 Mio.       |
| 223        | 5         | Lizzi Borden                    | Thin Lizzie                        | 4. Nov. 2015         | 17. Nov. 2016                              | Rashaad Ernesto Green | Nancy Won                          | 1,64 Mio.       |
| 224        | 6         | Die Welt der Finsternis         | Our Little World                   | 11. Nov. 2015        | 17. Nov. 2016                              | John Showalter        | Robert Berens                      | 1,70 Mio.       |
| 225        | 7         | Ursache und Wirkung             | Plush                              | 18. Nov. 2015        | 24. Nov. 2016                              | Tim Andrew            | Eric Charmelo & Nicole Snyder      | 1,66 Mio.       |
| 226        | 8         | Nur in meiner Fantasie          | Just My Imagination                | 2. Dez. 2015         | 24. Nov. 2016                              | Richard Speight Jr.   | Jenny Klein                        | 2,00 Mio.       |
| 227        | 9         | Das Ende der Finsternis         | O Brother Where Art Thou?          | 9. Dez. 2015         | 2. Dez. 2016                               | Robert Singer         | Eugenie Ross-Leming & Brad Buckner | 1,90 Mio.       |
| 228        | 10        | Die Auferstehung der Finsternis | The Devil in the Details           | 20. Jan. 2016        | 2. Dez. 2016                               | Thomas J. Wright      | Andrew Dabb                        | 1,83 Mio.       |
| 229        | 11        | Im Nebel                        | Into the Mystic                    | 27. Jan. 2016        | 9. Dez. 2016                               | John Badham           | Robbie Thompson                    | 1,88 Mio.       |
| 230        | 12        | Vergiss mein nicht              | Don’t You Forget About Me          | 3. Feb. 2016         | 9. Dez. 2016                               | Stefan Pleszczynski   | Nancy Won                          | 1,87 Mio.       |
| 231        | 13        | Die Sehnsucht nach Finsternis   | Love Hurts                         | 10. Feb. 2016        | 16. Dez. 2016                              | Phil Sgriccia         | Eric Charmelo & Nicole Snyder      | 1,83 Mio.       |
| 232        | 14        | Das Boot                        | The Vessel                         | 17. Feb. 2016        | 16. Dez. 2016                              | John Badham           | Robert Berens                      | 1,98 Mio.       |
| 233        | 15        | Jenseits des Rings              | Beyond the Mat                     | 24. Feb. 2016        | 23. Dez. 2016                              | Jerry Wanek           | John Bring & Andrew Dabb           | 1,85 Mio.       |
| 234        | 16        | Geisterhaus                     | Safe House                         | 23. März 2016        | 23. Dez. 2016                              | Stefan Pleszczynski   | Robbie Thompson                    | 1,69 Mio.       |
| 235        | 17        | Rotes Fleisch                   | Red Meat                           | 30. März 2016        | 5. Jan. 2017                               | Nina Lopez-Corrado    | Robert Berens & Andrew Dabb        | 1,45 Mio.       |
| 236        | 18        | Die Rache der Finsternis        | Hell’s Angel                       | 6. Apr. 2016         | 5. Jan. 2017                               | Phil Sgriccia         | Brad Buckner & Eugenie Ross-Leming | 1,75 Mio.       |
| 237        | 19        | Die Zitterer                    | The Chitters                       | 27. Apr. 2016        | 12. Jan. 2017                              | Eduardo Sánchez       | Nancy Won                          | 1,67 Mio.       |
| 238        | 20        | Nenn mich nicht Feigling        | Don’t Call Me Shurley              | 4. Mai 2016          | 12. Jan. 2017                              | Robert Singer         | Robbie Thompson                    | 1,54 Mio.       |
| 239        | 21        | Die Familie der Finsternis      | All in the Family                  | 11. Mai 2016         | 19. Jan. 2017                              | Thomas J. Wright      | Eugenie Ross-Leming & Brad Buckner | 1,75 Mio.       |
| 240        | 22        | Ein ungleiches Bündnis          | We Happy Few                       | 18. Mai 2016         | 19. Jan. 2017                              | John Badham           | Robert Berens                      | 1,59 Mio.       |
| 241        | 23        | Das Licht der Finsternis        | Alpha and Omega                    | 25. Mai 2016         | 26. Jan. 2017                              | Phil Sgriccia         | Andrew Dabb                        | 1,84 Mio.       |

## Staffel 12
Die Erstausstrahlung der zwölften Staffel war vom 13. Oktober 2016 bis zum 18. Mai 2017 auf dem US-amerikanischen Sender The CW zu sehen. Die deutschsprachige Erstausstrahlung sendete der Pay-TV-Sender Sky 1 vom 5. November 2017 bis 28. Januar 2018.
| Nr. (ges.) | Nr. (St.) | Deutscher Titel                      | Originaltitel                     | Erstausstrahlung USA | Deutschsprachige Erstausstrahlung (D/A/CH) | Regie               | Drehbuch                           | Zuschauer (USA) |
| ---------- | --------- | ------------------------------------ | --------------------------------- | -------------------- | ------------------------------------------ | ------------------- | ---------------------------------- | --------------- |
| 242        | 1         | Tod und Wiederauferstehung           | Keep Calm and Carry On            | 13. Okt. 2016        | 5. Nov. 2017                               | Phil Sgriccia       | Andrew Dabb                        | 2,15 Mio.       |
| 243        | 2         | Mamma Mia                            | Mamma Mia                         | 20. Okt. 2016        | 5. Nov. 2017                               | Thomas J. Wright    | Brad Buckner & Eugenie Ross-Leming | 1,61 Mio.       |
| 244        | 3         | Die Krippe                           | The Foundry                       | 27. Okt. 2016        | 12. Nov. 2017                              | Robert Singer       | Robert Berens                      | 1,68 Mio.       |
| 245        | 4         | Ein amerikanischer Albtraum          | American Nightmare                | 3. Nov. 2016         | 12. Nov. 2017                              | John Showalter      | Davy Perez                         | 1,81 Mio.       |
| 246        | 5         | Blutsverwandtschaft                  | The One You’ve Been Waiting For   | 10. Nov. 2016        | 19. Nov. 2017                              | Nina Lopez-Corrado  | Meredith Glynn                     | 1,70 Mio.       |
| 247        | 6         | Das Leben des Asa Fox                | Celebrating the Life of Asa Fox   | 17. Nov. 2016        | 19. Nov. 2017                              | John Badham         | Steven Yockey                      | 1,80 Mio.       |
| 248        | 7         | Rock stirbt nie                      | Rock Never Dies                   | 1. Dez. 2016         | 26. Nov. 2017                              | Eduardo Sánchez     | Robert Berens                      | 1,80 Mio.       |
| 249        | 8         | Luzifers Blut                        | Lotus                             | 8. Dez. 2016         | 26. Nov. 2017                              | Phil Sgriccia       | Eugenie Ross-Leming & Brad Buckner | 1,73 Mio.       |
| 250        | 9         | Tödlicher Kampf                      | First Blood                       | 26. Jan. 2017        | 3. Dez. 2017                               | Robert Singer       | Andrew Dabb                        | 1,72 Mio.       |
| 251        | 10        | Alte Wunden                          | Lily Sunder Has Some Regrets      | 2. Feb. 2017         | 3. Dez. 2017                               | Thomas J. Wright    | Steve Yockey                       | 1,73 Mio.       |
| 252        | 11        | In Sachen Dean                       | Regarding Dean                    | 9. Feb. 2017         | 10. Dez. 2017                              | John Badham         | Meredith Glynn                     | 1,73 Mio.       |
| 253        | 12        | 12 Uhr Mittags                       | Stuck in the Middle (With You)    | 16. Feb. 2017        | 10. Dez. 2017                              | Richard Speight Jr. | Davy Perez                         | 1,81 Mio.       |
| 254        | 13        | Familienduell                        | Family Feud                       | 23. Feb. 2017        | 17. Dez. 2017                              | PJ Pesce            | Brad Buckner & Eugenie Ross-Leming | 1,62 Mio.       |
| 255        | 14        | Der Überfall                         | The Raid                          | 2. März 2017         | 17. Dez. 2017                              | John MacCarthy      | Robert Berens                      | 1,63 Mio.       |
| 256        | 15        | Irgendwo zwischen Himmel und Hölle   | Somewhere Between Heaven and Hell | 9. März 2017         | 7. Jan. 2018                               | Nina Lopez-Corrado  | Davy Perez                         | 1,49 Mio.       |
| 257        | 16        | Auf eigene Faust                     | Ladies Drink Free                 | 30. März 2017        | 7. Jan. 2018                               | Amyn Kaderali       | Meredith Glynn                     | 1,71 Mio.       |
| 258        | 17        | Die britische Invasion               | The British Invasion              | 6. Apr. 2017         | 14. Jan. 2018                              | John Showalter      | Eugenie Ross-Leming & Brad Buckner | 1,57 Mio.       |
| 259        | 18        | Die Erinnerung bleibt                | The Memory Remains                | 13. Apr. 2017        | 14. Jan. 2018                              | Phil Sgriccia       | John Bring                         | 1,58 Mio.       |
| 260        | 19        | Die Zukunft                          | The Future                        | 27. Apr. 2017        | 21. Jan. 2018                              | Amanda Tapping      | Robert Berens & Meredith Glynn     | 1,38 Mio.       |
| 261        | 20        | Der Fall Tasha Banes                 | Twigs & Twine & Tasha Banes       | 4. Mai 2017          | 21. Jan. 2018                              | Richard Speight Jr. | Steve Yockey                       | 1,51 Mio.       |
| 262        | 21        | Wer ist Mary?                        | There’s Something About Mary      | 11. Mai 2017         | 28. Jan. 2018                              | PJ Pesce            | Brad Buckner & Eugenie Ross-Leming | 1,42 Mio.       |
| 263        | 22        | Was uns ausmacht                     | Who We Are                        | 18. Mai 2017         | 28. Jan. 2018                              | John Showalter      | Robert Berens                      | 1,75 Mio.       |
| 264        | 23        | Das Ende ist der Anfang ist das Ende | All Along the Watchtower          | 18. Mai 2017         | 28. Jan. 2018                              | Robert Singer       | Andrew Dabb                        | 1,65 Mio.       |

## Staffel 13
Die Erstausstrahlung der 13. Staffel erfolgte vom 12. Oktober 2017 bis zum 17. Mai 2018 auf dem US-amerikanischen Sender The CW. Die deutschsprachige Erstausstrahlung sendete der Pay-TV-Sender Sky 1 vom 23. September bis zum 2. Dezember 2018.
| Nr. (ges.) | Nr. (St.) | Deutscher Titel                   | Originaltitel             | Erstausstrahlung USA | Deutschsprachige Erstausstrahlung (D) | Regie               | Drehbuch                           | Zuschauer (USA) |
| ---------- | --------- | --------------------------------- | ------------------------- | -------------------- | ------------------------------------- | ------------------- | ---------------------------------- | --------------- |
| 265        | 1         | Abschied                          | Lost and Found            | 12. Okt. 2017        | 23. Sep. 2018                         | Phil Sgriccia       | Andrew Dabb                        | 2,10 Mio.       |
| 266        | 2         | Die Macht des Sohnes              | The Rising Son            | 19. Okt. 2017        | 23. Sep. 2018                         | Thomas J. Wright    | Eugenie Ross-Leming & Brad Buckner | 1,90 Mio.       |
| 267        | 3         | Patience                          | Patience                  | 26. Okt. 2017        | 30. Sep. 2018                         | Robert Singer       | Robert Berens                      | 1,93 Mio.       |
| 268        | 4         | Die Leere                         | The Big Empty             | 2. Nov. 2017         | 30. Sep. 2018                         | John Badham         | Meredith Glynn                     | 1,82 Mio.       |
| 269        | 5         | Thanatologie für Fortgeschrittene | Advanced Thanatology      | 9. Nov. 2017         | 7. Okt. 2018                          | John Showalter      | Steve Yockey                       | 1,71 Mio.       |
| 270        | 6         | Tombstone                         | Tombstone                 | 16. Nov. 2017        | 7. Okt. 2018                          | Nina Lopez-Corrado  | Davy Perez                         | 1,89 Mio.       |
| 271        | 7         | Krieg der Welten                  | War of the Worlds         | 23. Nov. 2017        | 14. Okt. 2018                         | Richard Speight Jr. | Brad Buckner & Eugenie Ross-Leming | 1,24 Mio.       |
| 272        | 8         | Der Skorpion und der Frosch       | The Scorpion and the Frog | 30. Nov. 2017        | 14. Okt. 2018                         | Robert Singer       | Meredith Glynn                     | 1,74 Mio.       |
| 273        | 9         | Ort des Grauens                   | The Bad Place             | 7. Dez. 2017         | 21. Okt. 2018                         | Phil Sgriccia       | Robert Berens                      | 1,74 Mio.       |
| 274        | 10        | Verlorene Schwestern              | Wayward Sisters           | 18. Jan. 2018        | 21. Okt. 2018                         | Phil Sgriccia       | Robert Berens & Andrew Dabb        | 1,85 Mio.       |
| 275        | 11        | Breakdown                         | Breakdown                 | 25. Jan. 2018        | 28. Okt. 2018                         | Amyn Kaderali       | Davy Perez                         | 1,93 Mio.       |
| 276        | 12        | Hilflosigkeit                     | Various & Sundry Villains | 1. Feb. 2018         | 28. Okt. 2018                         | Amanda Tapping      | Steve Yockey                       | 1,68 Mio.       |
| 277        | 13        | Teufelspakt                       | Devil’s Bargain           | 8. Feb. 2018         | 4. Nov. 2018                          | Eduardo Sánchez     | Eugenie Ross-Leming & Brad Buckner | 1,81 Mio.       |
| 278        | 14        | Gute Vorsätze                     | Good Intentions           | 1. März 2018         | 4. Nov. 2018                          | P. J. Pesce         | Meredith Glynn                     | 1,61 Mio.       |
| 279        | 15        | Ein hochheiliger Mann             | A most holy Man           | 8. März 2018         | 11. Nov. 2018                         | Amanda Tapping      | Andrew Dabb & Robert Singer        | 1,66 Mio.       |
| 280        | 16        | Scoobynatural                     | Scoobynatural             | 29. März 2018        | 11. Nov. 2018                         | Robert Singer       | Jim Krieg & Jeremy Adams           | 2,03 Mio.       |
| 281        | 17        | Das Ding aus einer anderen Welt   | The Thing                 | 5. Apr. 2018         | 18. Nov. 2018                         | John Showalter      | Davy Perez                         | 1,41 Mio.       |
| 282        | 18        | Die Mission                       | Bring ’em Back Alive      | 12. Apr. 2018        | 18. Nov. 2018                         | Amyn Kaderali       | Brad Buckner & Eugenie Ross-Leming | 1,53 Mio.       |
| 283        | 19        | Die Macht des Todes               | Funeralia                 | 19. Apr. 2018        | 18. Nov. 2018                         | Nina Lopez-Corrado  | Steve Yockey                       | 1,38 Mio.       |
| 284        | 20        | Eine offene Rechnung              | Unfinished Business       | 26. Apr. 2018        | 25. Nov. 2018                         | Richard Speight Jr. | Meredith Glynn                     | 1,51 Mio.       |
| 285        | 21        | Tod dem Teufel                    | Beat the Devil            | 3. Mai 2018          | 25. Nov. 2018                         | Philip Sgriccia     | Robert Berens                      | 1,39 Mio.       |
| 286        | 22        | Exodus                            | Exodus                    | 10. Mai 2018         | 2. Dez. 2018                          | Thomas J. Wright    | Eugenie Ross-Leming & Brad Buckner | 1,30 Mio.       |
| 287        | 23        | Das Ende allen Lebens             | Let the Good Times Roll   | 17. Mai 2018         | 2. Dez. 2018                          | Robert Singer       | Eric Kripke & Andrew Dabb          | 1,63 Mio.       |

## Staffel 14
Die Erstausstrahlung der 14. Staffel erfolgte vom 11. Oktober 2018 bis zum 25. April 2019 auf dem US-amerikanischen Sender The CW. Die deutschsprachige Erstausstrahlung sendete der Pay-TV-Sender Sky 1 vom 1. September bis zum 3. November 2019.
| Nr. (ges.) | Nr. (St.) | Deutscher Titel               | Originaltitel              | Erstausstrahlung USA | Deutschsprachige Erstausstrahlung (D) | Regie               | Drehbuch                                                 | Zuschauer (USA) |
| ---------- | --------- | ----------------------------- | -------------------------- | -------------------- | ------------------------------------- | ------------------- | -------------------------------------------------------- | --------------- |
| 288        | 1         | Fremder in einem fremden Land | Stranger in a Strange Land | 11. Okt. 2018        | 1. Sep. 2019                          | Thomas J. Wright    | Andrew Dabb                                              | 1,49 Mio.       |
| 289        | 2         | Götter und Monster            | Gods and Monsters          | 18. Okt. 2018        | 1. Sep. 2019                          | Richard Speight Jr. | Eugenie Ross-Leming & Brad Buckner                       | 1,53 Mio.       |
| 290        | 3         | Die Narbe                     | The Scar                   | 25. Okt. 2018        | 8. Sep. 2019                          | Robert Singer       | Robert Berens                                            | 1,39 Mio.       |
| 291        | 4         | Hatchet Man                   | Mint Condition             | 1. Nov. 2018         | 8. Sep. 2019                          | Amyn Kaderali       | Davy Perez                                               | 1,46 Mio.       |
| 292        | 5         | Alptraum Logik                | Nightmare Logic            | 8. Nov. 2018         | 15. Sep. 2019                         | Darren Grant        | Meredith Glynn                                           | 1,43 Mio.       |
| 293        | 6         | Optimismus                    | Optimism                   | 15. Nov. 2018        | 15. Sep. 2019                         | Richard Speight Jr. | Steve Yockey                                             | 1,48 Mio.       |
| 294        | 7         | Unmenschliche Natur           | Unhuman Nature             | 29. Nov. 2018        | 22. Sep. 2019                         | John Showalter      | Eugenie Ross-Leming & Brad Buckner                       | 1,49 Mio.       |
| 295        | 8         | Seelenheil                    | Byzantium                  | 6. Dez. 2018         | 22. Sep. 2019                         | Eduardo Sánchez     | Meredith Glynn                                           | 1,53 Mio.       |
| 296        | 9         | Der Speer                     | The Spear                  | 13. Dez. 2018        | 29. Sep. 2019                         | Amyn Kaderali       | Robert Berens                                            | 1,43 Mio.       |
| 297        | 10        | Nihilismus                    | Nihilism                   | 17. Jan. 2019        | 29. Sep. 2019                         | Amanda Tapping      | Steve Yockey                                             | 1,44 Mio.       |
| 298        | 11        | Beschädigte Ware              | Damaged Goods              | 24. Jan. 2019        | 6. Okt. 2019                          | Phil Sgriccia       | Davy Perez                                               | 1,44 Mio.       |
| 299        | 12        | Der Prophet                   | Prophet and Loss           | 31. Jan. 2019        | 6. Okt. 2019                          | Thomas J. Wright    | Brad Buckner & Eugenie Ross-Leming                       | 1,40 Mio.       |
| 300        | 13        | Familientreffen               | Lebanon                    | 7. Feb. 2019         | 13. Okt. 2019                         | Robert Singer       | Andrew Dabb & Meredith Glynn                             | 1,64 Mio.       |
| 301        | 14        | Ouroboros                     | Ouroboros                  | 7. März 2019         | 13. Okt. 2019                         | Amyn Kaderali       | Steve Yockey                                             | 1,28 Mio.       |
| 302        | 15        | Seelenfrieden                 | Peace of Mind              | 14. März 2019        | 20. Okt. 2019                         | Phil Sgriccia       | Meghan Fitzmartin & Steve Yockey Idee: Meghan Fitzmartin | 1,51 Mio.       |
| 303        | 16        | Nicht in den Wald gehen       | Don’t Go in the Woods      | 21. März 2019        | 20. Okt. 2019                         | John Fitzpatrick    | Davy Perez & Nick Vaught                                 | 1,46 Mio.       |
| 304        | 17        | Spiele-Abend                  | Game Night                 | 4. Apr. 2019         | 27. Okt. 2019                         | John Showalter      | Meredith Glynn                                           | 1,25 Mio.       |
| 305        | 18        | Absenz                        | Absence                    | 11. Apr. 2019        | 27. Okt. 2019                         | Nina Lopez-Corrado  | Robert Berens                                            | 1,47 Mio.       |
| 306        | 19        | Jack in der Kiste             | Jack in the Box            | 18. Apr. 2019        | 3. Nov. 2019                          | Robert Singer       | Eugenie Ross-Leming & Brad Bucker                        | 1,28 Mio.       |
| 307        | 20        | Moria                         | Moriah                     | 25. Apr. 2019        | 3. Nov. 2019                          | Phil Sgriccia       | Andrew Dabb                                              | 1,30 Mio.       |

## Staffel 15
Die Erstausstrahlung der 15. und letzten Staffel erfolgte vom 10. Oktober 2019 bis zum 19. November 2020 auf dem US-amerikanischen Sender The CW. Die deutschsprachige Erstausstrahlung sendete der Pay-TV-Sender Sky 1 vom 24. Januar bis zum 28. März 2021.
| Nr. (ges.) | Nr. (St.) | Deutscher Titel                          | Originaltitel                    | Erstausstrahlung USA | Deutschsprachige Erstausstrahlung (D) | Regie               | Drehbuch                                           | Zuschauer (USA) |
| ---------- | --------- | ---------------------------------------- | -------------------------------- | -------------------- | ------------------------------------- | ------------------- | -------------------------------------------------- | --------------- |
| 308        | 1         | Zurück und in die Zukunft                | Back and to the Future           | 10. Okt. 2019        | 24. Jan. 2021                         | John Showalter      | Andrew Dabb                                        | 1,23 Mio.       |
| 309        | 2         | Der Aufstand                             | Raising Hell                     | 17. Okt. 2019        | 24. Jan. 2021                         | Robert Singer       | Brad Buckner & Eugenie Ross-Leming                 | 1,16 Mio.       |
| 310        | 3         | Die Ruptur                               | The Rupture                      | 24. Okt. 2019        | 31. Jan. 2021                         | Charles Beeson      | Robert Berens                                      | 1,24 Mio.       |
| 311        | 4         | Beaverdale, Iowa                         | Atomic Monsters                  | 7. Nov. 2019         | 31. Jan. 2021                         | Jensen Ackles       | Davy Perez                                         | 1,10 Mio.       |
| 312        | 5         | Sprüche 17,3                             | Proverbs 17:3                    | 14. Nov. 2019        | 7. Feb. 2021                          | Richard Speight Jr. | Steve Yockey                                       | 1,30 Mio.       |
| 313        | 6         | Goldene Zeit                             | Golden Time                      | 21. Nov. 2019        | 7. Feb. 2021                          | John Showalter      | Meredith Glynn                                     | 1,14 Mio.       |
| 314        | 7         | Letzte Runde                             | Last Call                        | 5. Dez. 2019         | 14. Feb. 2021                         | Amyn Kaderali       | Jeremy Adams                                       | 1,06 Mio.       |
| 315        | 8         | Vater unser, der Du nicht bist im Himmel | Our Father, Who Aren’t in Heaven | 12. Dez. 2019        | 14. Feb. 2021                         | Richard Speight Jr. | Brad Buckner & Eugenie Ross-Leming                 | 1,09 Mio.       |
| 316        | 9         | Die Falle                                | The Trap                         | 16. Jan. 2020        | 21. Feb. 2021                         | Robert Singer       | Robert Berens                                      | 1,13 Mio.       |
| 317        | 10        | Die Heldenreise                          | The Heroes’ Journey              | 23. Jan. 2020        | 21. Feb. 2021                         | John Showalter      | Andrew Dabb                                        | 0,99 Mio.       |
| 318        | 11        | Spielernatur                             | The Gamblers                     | 30. Jan. 2020        | 28. Feb. 2021                         | Charles Beeson      | Meredith Glynn Idee: Meredith Glynn & Davy Perez   | 1,07 Mio.       |
| 319        | 12        | Das große Ganze                          | Galaxy Brain                     | 16. März 2020        | 28. Feb. 2021                         | Richard Speight Jr. | Robert Berens Idee: Meredith Glynn & Robert Berens | 0,98 Mio.       |
| 320        | 13        | Schicksalsschläge                        | Destiny’s Child                  | 23. März 2020        | 7. März 2021                          | Amyn Kaderali       | Brad Buckner & Eugenie Ross-Leming                 | 1,06 Mio.       |
| 321        | 14        | Die letzten Feiertage                    | Last Holiday                     | 8. Okt. 2020         | 7. März 2021                          | Eduardo Sánchez     | Jeremy Adams                                       | 1,13 Mio.       |
| 322        | 15        | Zuflucht                                 | Gimme Shelter                    | 15. Okt. 2020        | 14. März 2021                         | Matt Cohen          | Davy Perez                                         | 1,07 Mio.       |
| 323        | 16        | Baba Jaga                                | Drag Me Away (From You)          | 22. Okt. 2020        | 14. März 2021                         | Amyn Kaderali       | Meghan Fitzmartin                                  | 0,92 Mio.       |
| 324        | 17        | Einigkeit                                | Unity                            | 29. Okt. 2020        | 21. März 2021                         | Catriona McKenzie   | Meredith Glynn                                     | 0,91 Mio.       |
| 325        | 18        | Verzweiflung                             | Despair                          | 5. Nov. 2020         | 21. März 2021                         | Richard Speight Jr. | Robert Berens                                      | 1,02 Mio.       |
| 326        | 19        | Weltenerbe                               | Inherit the Earth                | 12. Nov. 2020        | 28. März 2021                         | John Showalter      | Eugenie Ross-Leming & Brad Buckner                 | 1,00 Mio.       |
| 327        | 20        | Carry On                                 | Carry On                         | 19. Nov. 2020        | 28. März 2021                         | Robert Singer       | Andrew Dabb                                        | 1,38 Mio.       |